# 普西克瓦爾人
普西克瓦爾人（Pucikwar），是安達曼群島土著大安達曼人10個部落其中之一，由英國人在1860年代辨析出來。此部落生存到1931年。
由於大安達曼人的人數逐步下降，在隨後幾十年中，大安達曼人各個部落要麼完全消失或通過通婚合併。1901年的人口普查中普西克瓦爾減少到50人，到1994年，剩餘的38個大安達曼只有三個人可以追踪他們的祖先和文化回到原來的部落。